# Wet informatie-uitwisseling ondergrondse netten

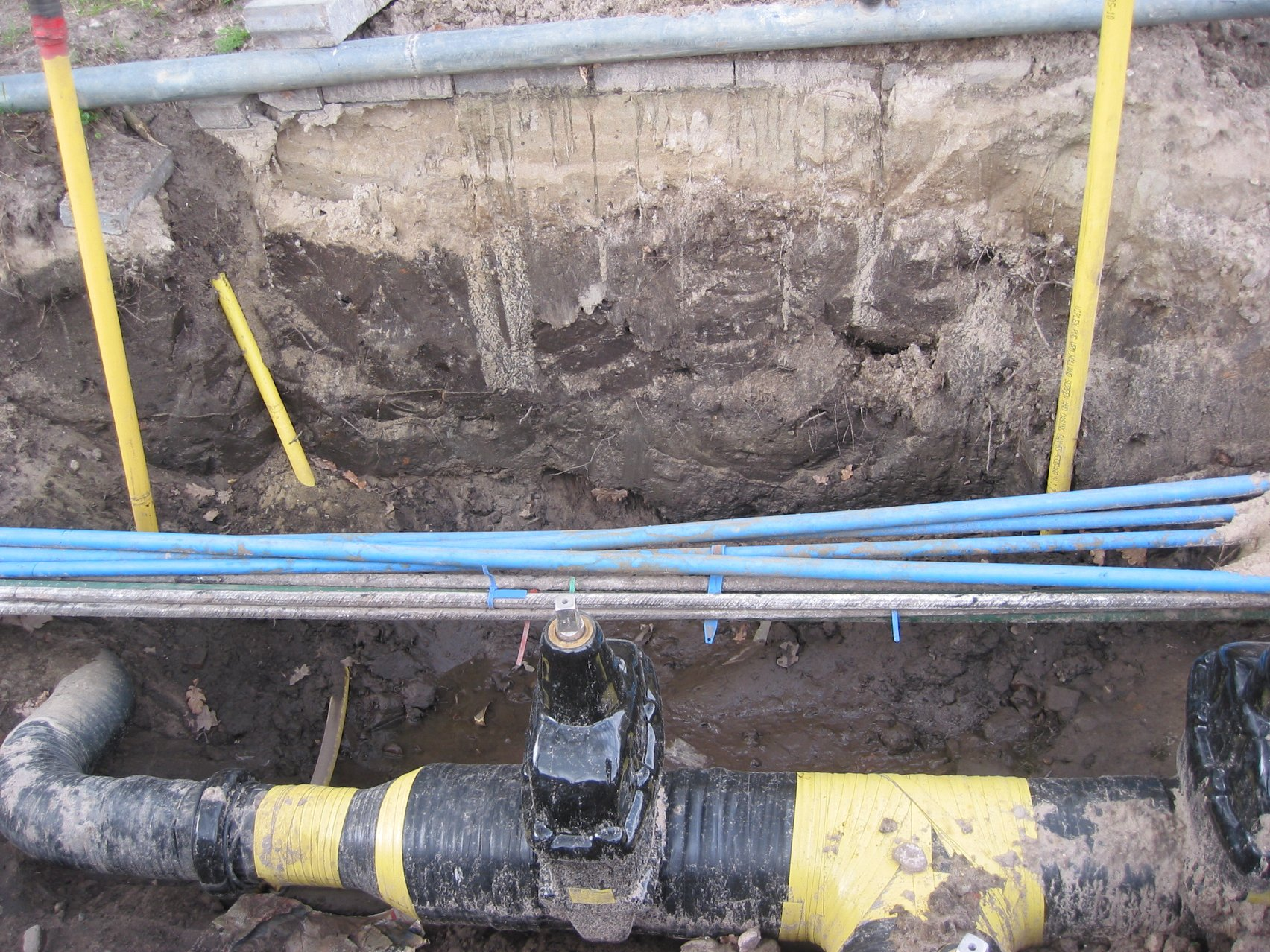
Ondergrondse kabels en leidingen

De Wet informatie-uitwisseling ondergrondse netten (WION), ook wel grondroerdersregeling genoemd, is een Nederlandse wet die op 1 juli 2008 in werking is getreden. Sinds 1 oktober 2008 is het verplicht om bij elke ‘mechanische grondroering’ een graafmelding bij het Kadaster te doen. Per 31 maart 2018 is de WION opgegaan (en dus als zelfstandige wet geëindigd) in de WIBON: wet informatie-uitwisseling bovengrondse en ondergrondse netten en netwerken. 
De wet verplicht gravers tot het melden van elke ‘mechanische grondroering’, zoals graven, heien, intrillen, baggeren en het leggen van leidingen. Kabel- en leidingbeheerders moeten al hun (ondergrondse) kabels en leidingen binnen vastgestelde nauwkeurigheid digitaal beschikbaar hebben en melden bij de dienst KLIC. De uitwisseling van die digitale informatie verloopt conform het verplichte Informatiemodel Kabels en Leidingen (IMKL).
Vanaf 2015 vindt evaluatie en aanscherping van de wet plaats, ook om via het KLIC-systeem invulling te geven aan de Europese INSPIRE verplichtingen, waarbij liggingsgegevens continu en openbaar beschikbaar gesteld moeten zijn.

## Doel van de wet
De wet beoogt gevaar of economische schade door beschadiging van ondergrondse kabels of leidingen (water-, elektriciteit- en gasleidingen, telefoonlijnen en olie- en gasleidingen) te voorkomen. Jaarlijks vinden in Nederland ongeveer 35.000 incidenten plaats waarbij kabels of leidingen beschadigd raken bij mechanische graafwerkzaamheden. Als extreem voorbeeld van graafrisico's geldt de gasexplosie Gellingen, waar in 2004 een explosie vanuit een gasleiding in het Belgische Gellingen 24 mensenlevens eiste.
De wet vervangt ook de (vrijblijvende) zelfregulering zoals die bestond in de vorm van het Kabels en Leidingen Informatie Centrum (KLIC). Dit is in 2008 opgegaan in het Kadaster.

## Verplichtingen netbeheerder
De netbeheerder is verplicht alle "belangen", netten en netonderdelen die het bedrijf in beheer heeft, te registreren bij de dienst KLIC van het Kadaster. Ook heeft de beheerder de verplichting om te zorgen voor actueel en betrouwbare tekeningen van de leidingen.
De wet verplicht de netbeheerder informatie over ondergrondse kabels en leidingen binnen 1 werkdag beschikbaar te stellen aan iedere partij die van plan is om op mechanische wijze (dus machinaal) te gaan graven of bijvoorbeeld heien, boren, sonderen enz. Dit is evenwel  achterhaald door de ingebruikname van het elektronisch systeem: de gegevens worden daardoor vrijwel onmiddellijk verkregen. 
De wet voorziet ook in een zgn. 'eis voorzorgsmaatregelen'. Deze is verplicht voor netten met gevaarlijke inhoud (zoals aardgas onder hoge druk of nafta) en vrijwillig voor beheerders met netten met een grote waarde (niet in geld, maar in belang: essentiële verbindingen). De grondroerder is dan verplicht om minstens drie dagen voor de aanvang van de werkzaamheden contact op te nemen met de netbeheerder voor overleg over de te treffen voorzorgsmaatregelen. Beheerders van leidingen met gevaarlijke inhoud  zijn minimaal verplicht om hun leiding aan de grondroerder aan te wijzen. Die plicht bestaat niet voor de beheerders van leidingen met een grote waarde.    

## Verplichtingen grondroerder
De voor het graafwerk verantwoordelijke partij, in de wet grondroerder genoemd, is verplicht om minstens 3 dagen voorafgaand aan de werkzaamheden, maar maximaal 20 dagen van tevoren, een melding te doen. Hij dient ook de precieze ligging vast te stellen van de leidingen zoals die uit de tekeningen naar voren komen en die zich op de graaflocatie bevinden. Ook moet hij de via KLIC verkregen informatie, de 'gebiedsinformatie', op de graaflocatie aanwezig hebben.

## Verdere uitwerking van de zorgplichten
De wet voorzag in uitwerking van de zorgplichten van de netbeheerders en grondroerders in een Algemene Maatregel van Bestuur (AMvB). Deze is er echter niet gekomen: de minister heeft er de voorkeur aan gegeven dat de 'sector' (opdrachtgevers, netbeheerders, grondroerders) dit zou regelen. Dit is gebeurd door het daartoe opgerichte Kabel- en Leiding Overleg (KLO), wat heeft geleid tot de Richtlijn Zorgvuldig Graafproces (publicatie CROW 250). De Hoge Raad heeft in 2018 in een daarover gevoerd proefproces bepaald dat de rechter voor de afweging van de zorgplichten moet aansluiten bij de inhoud van deze richtlijn. Per 1 januari 2017 is er een nieuwe versie verschenen: Schade voorkomen aan kabels en leidingen, Richtlijn zorgvuldig grondroeren van initiatief- tot gebruiksfase (publicatie CROW 500). Deze heeft hetzelfde gezag als de eerdere richtlijn. Het Agentschap Telecom zal ook per 1 januari 2022 de wet handhaven conform 'CROW 500'.

## Weesleidingen
Van sommige kabels of leidingen is niet bekend wie de eigenaar of beheerder is. Een grondroerder die een leiding vindt die niet op enige tekening is afgebeeld, is verplicht deze bij het Kadaster te melden. Het kadaster meldt de vondst van de onbekende leiding aan alle beheerders van leidingen in het betrokken gebied. Als het kadaster niet binnen tien werkdagen kan achterhalen van wie de leiding is, dan krijgt de gemeente de verplichting om (het gevonden deel van) de leiding te registreren als weesleiding. De gemeente is verplicht om deze informatie bij een volgende graafmelding beschikbaar te stellen.

## Loze leidingen
Leidingen die buiten gebruik gesteld zijn, moeten door de eigenaar op tekening aangegeven worden tenzij ze verwijderd zijn.

## Toezicht
De WI(B)ON is een publiekrechtelijke wet, namelijk een wet die een verhouding regelt tussen de overheid en de burgers en die dient derhalve van overheidswege te worden gehandhaafd. Dit gebeurt door het Agentschap Telecom, onderdeel van het ministerie van Economische Zaken als toezichthouder. De wet kent economische sancties van twee categorieën met maxima van € 100.000, respectievelijk € 450.000. 